# Thanh Xuân (phường)
Thanh Xuân là một phường thuộc thành phố Hà Nội, thủ đô của Việt Nam. Phường được hình thành trên cơ sở sáp nhập một phần diện tích tự nhiên, quy mô dân số của các phường Nhân Chính, Thanh Xuân Bắc, Thanh Xuân Trung, Thượng Đình quận Thanh Xuân cũ, một phần các phường Trung Hoà (quận Cầu Giấy cũ) và Trung Văn (quận Nam Từ Liêm cũ), trong đợt Sáp nhập tỉnh, thành Việt Nam 2025

## Địa lý
Phường Thanh Xuân có vị trí địa lý:
- Phía Đông tiếp giáp phường Đống Đa, Khương Đình (ranh giới đi theo đường Nguyễn Trãi - sông Tô Lịch).
- Phía Tây tiếp giáp phường Đại Mỗ (ranh giới đi theo đường Lương Thế Vinh - phố Tố Hữu - đường Khuất Duy Tiến).
- Phía Nam tiếp giáp phường Khương Đình, Tân Triều (ranh giới đi theo đường Nguyễn Trãi).
- Phía Bắc tiếp giáp phường Yên Hoà (ranh giới đi từ phố Hoàng Ngân - phố Hoàng Minh Giám - đường Lê Văn Lương).

## Đường phố
- Tố Hữu
- Nguyễn Trãi
- Lương Thế Vinh
- Nguyễn Tuân
- Lê Văn Lương
- Ngụy Như Kon Tum
- Nguyễn Huy Tưởng
- Vũ Trọng Phụng
- Cự Lộc
- Quan Nhân
- Khuất Duy Tiến
- Nhân Hòa
- Hoàng Đạo Thúy
- Lê Văn Thiêm
- Hoàng Ngân
- Nguyễn Ngọc Vũ
- Giáp Nhất
- Chính Kinh
- Vũ Hữu
- Thanh Xuân Bắc

## Lịch sử
Phường Thanh Xuân được thành lập theo Nghị quyết số 1656/NQ-UBTVQH15 của Ủy ban Thường vụ Quốc hội Việt Nam, ban hành ngày 16 tháng 6 năm 2025. Theo đó, sắp xếp một phần diện tích tự nhiên, quy mô dân số của các phường Nhân Chính, Thanh Xuân Bắc, Thanh Xuân Trung, Thượng Đình quận Thanh Xuân cũ, một phần các phường Trung Hoà (quận Cầu Giấy cũ) và Trung Văn (quận Nam Từ Liêm cũ), để thành lập phường Thanh Xuân.